# Acordos de Bretton Woods

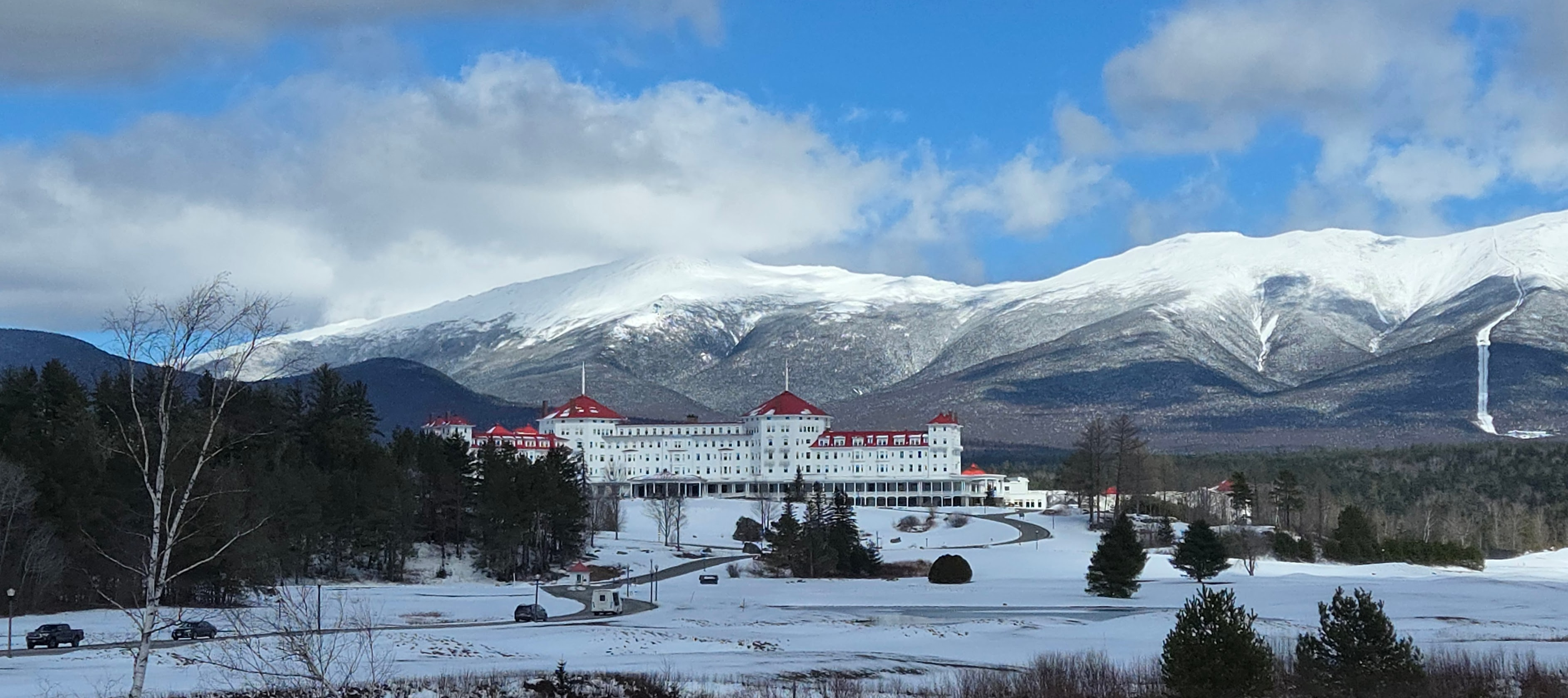
O hotel Mount Washington, em Bretton Woods, New Hampshire, local da histórica conferência de 1944, com a Cordilheira Presidencial ao fundo.

Os Acordos de Bretton Woods são um conjunto de propostas definidas entre Estados Unidos, Canadá, países da Europa Ocidental e Austrália, entre outros 44 países, realizada entre 1 e 22 de julho de 1944, que definiram regras para o sistema monetário internacional. O sistema concebido nas negociações recebeu o mesmo nome da localidade em que o evento foi realizado, em Bretton Woods, no estado norte-americano de New Hampshire. A conferência criou o Fundo Monetário Internacional (FMI) e o Banco Mundial.
No encontro, os participantes aprovaram dois estatutos, um para a operação do FMI e outro do Banco Mundial, denominados de Artigos de Entendimento — em inglês, Articles of Agreement. Os acordos foram ratificados ao longo de 1945 e entraram em vigor ao final daquele ano, após somarem o apoio de 30 países. O resultado é um marco bem-sucedido na história da diplomacia, pois à época os acordos multilaterais eram improváveis. O amadurecimento das propostas nos anos anteriores à conferência pelos economistas John Maynard Keynes, do Reino Unido, e Harry Dexter White, dos Estados Unidos, ajudou a obter o consenso necessário no encontro. Eles publicaram seus rascunhos em separado em 1942, que foram discutidos principalmente entre colegas economistas, banqueiros e empresários.
Com delegados de 44 países, a conferência foi organizada em três comissões. A comissão I, encarregada de discutir o FMI, foi presidida por White. A II, sobre o Banco Mundial, ficou a cargo de Keynes, e a III, que cuidava de outras formas de cooperação financeira internacional, foi supervisionada pelo mexicano Eduardo Suárez, ministro da Economia e chefe da delegação de seu país. Cada comissão, por sua vez, trabalhava em diferentes comitês específicos. O Departamento do Tesouro dos Estados Unidos, anfitrião do evento, preparou as transcrições dos debates. As minutas do evento foram publicadas em 1948, mas a íntegra das transcrições não tinha sido tratada para publicação até 2013, quando o material foi editado por dois pesquisadores do Centro para Estabilidade Financeira.

## O Sistema
No sistema de Bretton Woods, os países que aderiram ao Fundo Monetário Internacional concordaram em estabelecer câmbio fixo, mas ajustável para corrigir um «desequilíbrio fundamental», expressão contida no artigo IV de seu estatuto. A expressão, no entanto, não foi claramente definida. Em sua redação original, os países deveriam consultar o FMI antes de alterar sua taxa de câmbio. O processo seria automático se a variação fosse inferior a 10%. Nos demais casos, o Fundo poderia se opor à mudança, mas na prática isso raramente aconteceu.
Cada um fixaria sua taxa de câmbio em relação ao ouro ou ao dólar norte-americano, que por sua vez tinha valor fixo de US$ 35 por onça troy. Os países industrializados, que em geral tinham câmbio estável, fizeram poucas alterações em sua taxa até 1960, mas em 1949 houve amplo realinhamento de valores, associado a uma desvalorização da libra esterlina. Quando faziam mudanças, no entanto, comunicavam com pouca antecedência ao FMI, dificultando a supervisão do organismo. Já as nações em desenvolvimento usavam diferentes regras cambiais, algumas com taxas diferentes para determinadas operações, e outras, em menor número, com taxa flutuante.
O sistema durou até 15 de agosto de 1971, quando os Estados Unidos, de forma unilateral, acabaram com a convertibilidade do dólar em ouro, o que tornou o dólar uma moeda fiduciária. Essa decisão, referida como choque Nixon (Nixon Shock), criou uma situação em que o dólar americano se tornou moeda de reserva, usada por muitos países. Ao mesmo tempo, outras moedas, que até então eram fixas (como a libra esterlina, por exemplo), passaram a ser flutuantes.
Além do aspecto cambial, o acordo previa que o FMI concederia crédito aos países para suportar dificuldades temporárias de pagamento. A cada país foi atribuída uma quota de participação no Fundo, que estabelece uma proporção de quanto pode obter em financiamento e de seu poder de voto nas deliberações do organismo.

## As origens do sistema
As bases políticas do sistema Bretton Woods podem ser encontradas na confluência de várias condições principais: as experiências comuns da Grande Depressão, a concentração de poder em um pequeno número de Estados e a presença de uma potência dominante querendo (e supostamente capaz de) assumir um papel de liderança.

### As experiências da Grande Depressão
Um alto nível de concordância entre os países sobre as metas e meios do gerenciamento econômico internacional facilitou em muito as decisões tomadas pela conferência de Bretton Woods. A fundação daquele acordo foi uma crença comum no intervencionismo. Apesar de os países desenvolvidos diferirem quanto ao tipo de intervenções que preferiam para suas economias nacionais (a França, por exemplo, preferia um maior planejamento e intervenção estatal, enquanto os Estados Unidos eram favoráveis a uma intervenção estatal mais limitada), todos, no entanto, baseavam-se predominantemente em mecanismos de mercado e na noção de propriedade privada.
Assim, foram as semelhanças, mais do que as diferenças, que foram postas em evidência. Todos os governos participantes de Bretton Woods concordavam que o caos monetário do período entreguerras forneceu valiosas lições.
A experiência da Grande Depressão, quando a proliferação de controles e barreiras de comércio levaram ao desastre econômico, estava fresca na memória dos participantes. Os conferencistas esperavam evitar a repetição da debandada dos anos 30, quando os controles das trocas minaram o sistema internacional de pagamentos, base do comércio mundial. A política de "beggar-thy-neighbor" ("empobrece teu vizinho") dos governos dos anos 30 — usando tarifas alfandegárias a fim de aumentar a competitividade de seus produtos de exportação e, assim, reduzir os déficits da balança de pagamentos — ocasionaram espirais deflacionárias que resultaram na diminuição da produção, desemprego em massa e declínio generalizado do comércio mundial. O comércio nos anos 30 ficou restrito a blocos monetários (grupos de nações que empregavam uma moeda equivalente, como o bloco da "Libra esterlina" do Império Britânico). Esses blocos retardaram o fluxo internacional de capitais e as oportunidades de investimentos estrangeiros. Apesar de esta estratégia tender a aumentar o dinheiro arrecadado pelo governo a curto prazo, ela piorou drasticamente a situação a médio e longo prazo.
Assim, para a economia internacional, todos os planificadores de Bretton Woods favoreceram um sistema relativamente liberal, o qual se baseava primeiramente no mercado, com um mínimo de barreiras ao fluxo de comércio e capital privados. Apesar de não estarem inteiramente de acordo sobre a maneira de pôr em prática esse sistema liberal, todos concordaram com um sistema aberto.

### Segurança econômica
Também com base nas experiências do período entreguerras, os planificadores estadunidenses desenvolveram um conceito de segurança econômica — entendendo que um sistema econômico liberal internacional aumentaria as possibilidades de paz no pós-guerra. Um dos que viram tal segurança foi Cordell Hull, o secretário de Estado dos Estados Unidos de 1933 a 1944. Hull acreditava que as causas fundamentais das duas guerras mundiais estavam na discriminação econômica e nas guerras comerciais. Especificamente, tinha em mente acordos bilaterais de controle de comércio e trocas da Alemanha Nazi e o sistema de preferência imperial praticado pelo Reino Unido (pelo qual membros ou antigos membros do Império britânico beneficiavam de um status comercial especial). Hull argumentava que:
Comércio sem obstáculos associado com paz; altas tarifas, barreiras comerciais e competição econômica injusta, com guerra… se conseguíssemos tornar o comércio mais livre… mais livre no sentido de menos discriminações e obstruções… de tal modo que um país não ficaria mortalmente invejoso de outro e os padrões de vida de todos os países pudessem crescer, eliminando com isso a insatisfação econômica que alimenta a guerra, teríamos uma chance razoável de paz durável.

### O surgimento do intervencionismo governamental

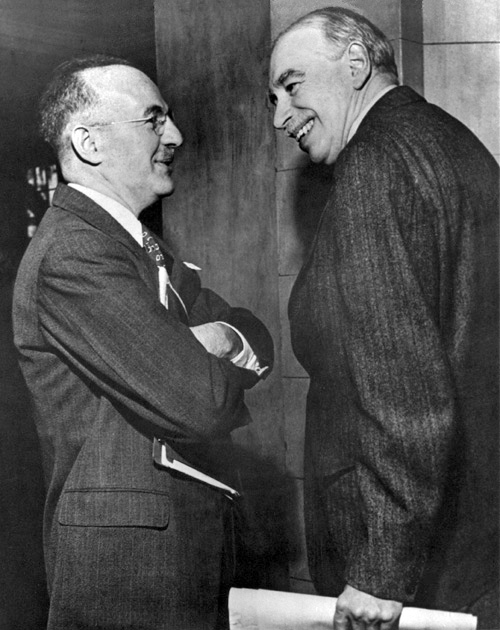
Harry Dexter White, do Tesouro americano, e John Maynard Keynes, na conferência inaugural dos governadores do Fundo Monetário Internacional, em 1946.

Os países desenvolvidos também decidiram que o sistema econômico liberal internacional requeria intervencionismo do governo. Após a Grande Depressão, a administração pública da economia emergiu como uma atividade primeira dos governos de Estados desenvolvidos: emprego, estabilidade e crescimento eram então assuntos importantes da política pública. Com isso, o papel do governo na economia nacional ficou associado com a apropriação, pelo Estado, da responsabilidade de garantir a seus cidadãos um certo grau de bem-estar econômico. O welfare state (estado de bem-estar social) nasceu a partir do impacto da Grande Depressão, que criou um ambiente para o intervencionismo estatal na economia, e das contribuições teóricas da escola econômica Keynesiana, que defendia a necessidade de intervenção estatal a fim de manter níveis adequados de emprego.
Em âmbito internacional, essas ideias também surgiram da experiência dos anos 30. A prioridade dos objetivos nacionais, a ação independente nacional no período entreguerras e uma nova dinâmica para a macroeconomia mundial, como alta tarifação e desvalorizações competitivas, que contribuíram para o desenvolvimento da economia durante os próximos anos, possibilitando ser chamado de Os Anos Dourados do Capitalismo (Golgen Ages), em que, o mundo experimentou suas maiores taxas de crescimento durante os trinta próximos anos. Contudo, a lição foi, como explica Harry Dexter White, adepto do New Deal e principal arquiteto do sistema Bretton Woods:
a falta de um alto grau de colaboração econômica entre as nações industrializadas… resultará, inevitavelmente, em guerra econômica que será o prelúdio e instigador de guerra militar em uma escala ainda maior.
Para garantir a estabilidade econômica e a paz política, os Estados concordaram em cooperar para regular o sistema econômico internacional. O pilar da visão americana do mundo pós-guerra era o comércio livre. Liberdade de comércio implicava tarifas baixas e, entre outras coisas, uma balança comercial favorável ao sistema capitalista.
Assim, as economias de mercado mais desenvolvidas aceitaram a visão dos Estados Unidos de gerenciamento econômico internacional do pós-guerra, que foi concebido para criar e manter um sistema monetário internacional efetivo e encorajar a redução de barreiras ao comércio e ao fluxo de capital.

### O surgimento da hegemonia dos Estados Unidos da América
O gerenciamento econômico internacional baseava-se na potência dominante para dirigir o sistema. A concentração de poder facilitou o gerenciamento na medida em que reduziu o número de atores cujo acordo era necessário para o estabelecimento de regras, instituições e procedimentos e para levar a cabo o gerenciamento dentro dos sistemas em acordo. Esse líder foi os Estados Unidos da América. Como a potência com a economia e política mais avançadas do mundo, os EUA estavam claramente em uma posição ideal para assumir essa liderança.
Os EUA emergiram da Segunda Guerra Mundial como a mais forte economia do mundo, vivendo um rápido crescimento industrial e uma forte acumulação de capital. Os EUA não haviam sofrido as destruições da Segunda Guerra Mundial, tinham construído uma indústria manufatureira poderosa e enriqueceram vendendo armas e emprestando dinheiro aos outros combatentes; na verdade, a produção industrial dos EUA em 1945 foi mais do que o dobro da produção anual dos anos entre 1935 e 1939. Em comparação, a Europa e o Japão estavam dizimados militar e economicamente.
Quando a Conferência de Bretton Woods aconteceu, as vantagens econômicas dos Estados Unidos eram indiscutíveis e esmagadoras. Os EUA tinham a maioria dos investimentos mundiais, da produção manufaturada e das exportações. Em 1945, os EUA produziam a metade de todo o carvão mundial, dois-terços do petróleo e mais do que a metade da eletricidade. Os EUA eram capazes de produzir imensas quantidades de navios, aviões, automóveis, armamentos, máquinas, produtos químicos, etc. Reforçando a vantagem inicial — e assegurando a liderança dos EUA no mundo capitalista — os EUA detinham 80% das reservas mundiais de ouro e tinham não somente poderosas Forças Armadas, mas também a bomba atômica.
Na condição de maior potência mundial e uma das poucas nações não afetadas pela guerra, os EUA estavam em posição de ganhar mais do que qualquer outro país com a liberação do comércio mundial. Os EUA teriam com isso um mercado mundial para suas exportações, e teriam acesso irrestrito a matérias-primas vitais.
Os EUA não eram somente capazes de, mas também queriam, assumir essa liderança. Apesar de os EUA terem mais ouro, mais capacidade produtora e mais poder militar do que todo o resto do mundo junto, o capitalismo dos EUA não poderia sobreviver sem mercados e aliados. William Clayton, o Secretário de Estado assistente para Assuntos Econômicos, foi uma das várias personalidades influentes na política estado-unidense que colocaram em evidência esse ponto: "Precisamos de mercados — grandes mercados — por todo o mundo, onde poderemos comprar e vender".
Houve várias previsões de que a paz traria de volta a depressão e o desemprego devido ao término da produção bélica e ao retorno dos soldados ao mercado de trabalho. Entre as dificuldades econômicas estava um aumento abrupto da inquietude trabalhista. Determinado a evitar uma catástrofe econômica equivalente à da década de 1930, o presidente Franklin D. Roosevelt viu a criação de uma ordem pós-guerra como uma maneira de garantir a prosperidade dos EUA.

### A carta do Atlântico

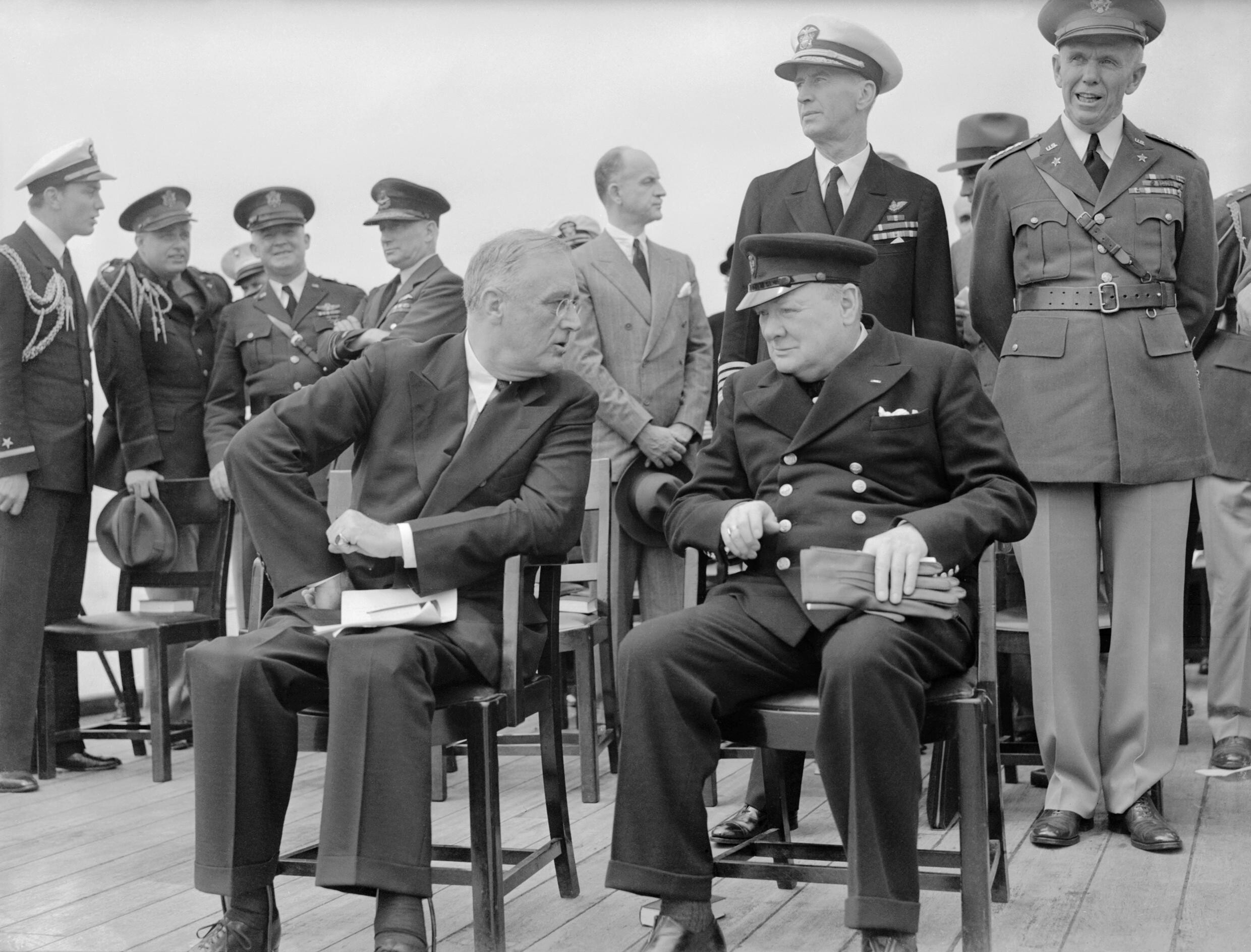
Roosevelt e Churchill durante a conferência secreta de 9 a 12 de agosto de 1941 no Atlântico Norte, que resultou na Carta do Atlântico, anunciada dois dias depois pelos Estados Unidos e pela Grã-Bretanha.

Durante a guerra, os Estados Unidos imaginaram uma ordem econômica mundial pós-guerra na qual pudessem penetrar em mercados que estivessem anteriormente fechados a outros blocos, bem como abrir novas oportunidades a investimentos estrangeiros para as privilegiadas empresas estado-unidenses, removendo restrições de fluxo de capital internacional.
A Carta do Atlântico, esboçada em agosto de 1941 durante o encontro do presidente Roosevelt com o primeiro-ministro britânico Winston Churchill em um navio no Atlântico Norte, foi o mais notável precursor à Conferência de Bretton Woods. Assim como Woodrow Wilson antes dele, cujos "Quatorze pontos" (Fourteen Points) delinearam os objetivos dos Estados Unidos para o pós-guerra da Primeira Guerra Mundial, Roosevelt lançou uma série de objetivos ambiciosos para o mundo pós-guerra antes mesmo de os EUA entrarem na Segunda Guerra Mundial. A carta do Atlântico afirmou o direito de todas as nações a igual acesso ao comércio e à matéria-prima. Além disso, a carta apelou pela liberdade dos mares (um objetivo principal da política estrangeira americana desde que a França e o Reino Unido ameaçaram navios americanos nos anos 1790), o desarmamento dos agressores e o "estabelecimento de um amplo e permanente sistema de segurança geral.".
Quando a guerra aproximava-se do fim, a Conferência de Bretton Woods foi o ápice de dois anos e meio de planejamento da reconstrução pós-guerra pelos Tesouros dos EUA e Reino Unido. Representantes estado-unidenses estudaram com os colegas britânicos a reconstituição do que faltara entre as duas guerras mundiais: um sistema internacional de pagamentos que permitisse que o comércio fosse efetuado sem o medo de desvalorizações monetárias repentinas ou flutuações selvagens das taxas de câmbio — problemas que praticamente paralisaram o capitalismo mundial durante a Grande Depressão.
Na ausência de um mercado europeu forte para os bens e serviços estado-unidenses, pensava a maior parte dos políticos, a economia dos EUA seria incapaz de sustentar a prosperidade que ela alcançara durante a guerra. Além disso, os sindicatos de trabalhadores tinham aceitado a contragosto as restrições impostas pelo governo aos seus pedidos durante a guerra, e eles não queriam esperar mais tempo por mudanças, principalmente depois que a inflação afetara as escalas de salários de maneira violenta (no final de 1945, já havia acontecido greves importantes nas indústrias de automóvel, eletricidade e aço).
Financiador e conselheiro autoindicado de presidentes e congressistas, Bernard Baruch resumiu o espírito de Bretton Wood no início de 1945: se pudermos "eliminar o subsídio ao trabalho e à competição acirrada nos mercados exportadores," bem como prevenir a reconstrução de máquinas de guerra, "oh boy, oh boy, que prosperidade a longo termo nós teremos.". Assim, os Estados Unidos vão usar sua posição predominante para restaurar uma economia mundial aberta, unificada sob controle dos EUA, que deu aos EUA acesso ilimitado a mercados e matéria-prima.